# بوريليا كارتنباكية
بوريليا كارتنباكية (بالإنجليزية: Borrelia kurtenbachii)‏ هي نوع من البكتيريا، سلبية الغرام، تتبع البوريليا. قد تكون مُسببة للمرض مثل داء لايم.